# Cantó d'Hercegovina-Neretva
El cantó d'Hercegovina-Neretva és un dels 10 cantons de Bòsnia i Hercegovina. Aquest cantó comprèn principalment la zona de la vall del riu Neretva i zones d'Hercegovina a l'oest de Mostar, el seu centre administratiu.

## Municipis
El cantó és dividit en els municipis de Čapljina, Čitluk, Jablanica, Konjic, Mostar, Neum, Prozor-Rama, Ravno i Stolac.

## Geografia i característiques
El cantó és un dels dos cantons de Bòsnia i Hercegovina amb accés al mar, a través del municipi de Neum. Neum és una població de 2.000 habitants (segons el cens de 1991) i els seus voltants són rics en història i restes arqueològiques d'origen il·liri. Els il·liris van ser un poble que va habitar els Balcans durant milers d'anys.
La ciutat més gran del cantó i la cinquena de tot el país és Mostar, famosa pel seu pont Stari Most i la ciutat antiga, en les proximitats del pont. El pont va ser reconstruït en l'estiu de 2004, després de ser totalment destruït per forces croates durant la guerra de Bòsnia. A la cerimònia d'inauguració hi van assistir diversos delegats estrangers entre ells Stjepan Mesić, president de Croàcia.
Mostar està situada a la vora del ric Neretva i està habitada majoritàriament per croats i bosnians. Altres ciutats famoses d'aquest cantó són Čapljina, Konjic, Jablanica i el mundialment famós santuari de la Verge de Medjugorje. Jablanica i Konjic són famoses per les batalles durant la Segona Guerra Mundial i hi ha un gran museu a Jablanica dedicat a aquestes batalles. El riu Neretva passa per les ciutats de Konjic, Jablanica, Mostar i Čapljina abans de fluir a través de Croàcia cap al mar Adriàtic. També hi ha grans llacs en el cantó, com el llac Jablanica al voltant de la ciutat homònima. El municipi més meridional del cantó és el de Neum, al costat de l'Adriàtic i el més oriental és el de Ravno, al llarg de la frontera amb Croàcia.

## Grups ètnics
Ètnicament, el cantó està dividit i és una societat mixta de població bòsnia i croata, a diferència d'altres cantons que estan prop de posseir una ètnia única. Els croats són majoria als municipis de Čapljina, Čitluk, Neum, Prozor-Rama, Ravno y Stolac. Els bosnians constituïxen majoria en els municipis de Jablanica i Konjic. El municipi de Mostar, en la part central del cantó, és en gran amidada una barreja de bosnians i croats.
En 2003, la població del Cantó d'Hercegovina-Neretva era de 219.223 habitants, dividits en: 
- croats: 110.714 (50,5%)
- bosnians: 102.019 (46,5%)
- serbis: 5.486 (2,5%)
- Altres: 1.004 (0,5%)